# Гакні-вік (станція)
51°32′36″ пн. ш. 0°01′28″ зх. д. / 51.543416666667° пн. ш. 0.024388888888889° зх. д.
Гакні-вік (англ. Hackney Wick) — станція Північно-Лондонської лінії London Overground. Станція розташована у 2-й тарифній зоні, між станціями Гомертон та Стратфорд, у районі Гакні-вік, боро Гекні, Лондон. Пасажирообіг на 2019 рік — 2.778 млн осіб.

## Історія
- 12. травня 1980: відкриття станції[4]
- 2017—2018: реконструкція станції

## Пересадки
- на автобуси оператора London Buses маршрутів: 276, 339[5]

## Послуги
| Попередня станція | Лінія | Лінія                                       | Лінія | Наступна станція |
| ----------------- | ----- | ------------------------------------------- | ----- | ---------------- |
| Гомертон          |       | London Overground Північно-Лондонська лінія |       | Стратфорд        |